# Josef Voříšek
Josef Voříšek (12. prosince 1902 Praha – 1. ledna 1980 Šluknov) byl český letecký konstruktér, designér a fotograf.

## Život a tvorba
Vystudoval Fakultu strojní a elektrotechnickou na ČVUT v Praze. Pracoval jako letecký konstruktér v pražské továrně Aero. Pak se stal designérem a návrhářem automobilových karosérií. Je autorem karosérií vozů Aero 500, Aero 30 a Aero 50, dále vozů Aero Pony a Aero Rekord, které však nebyly vyráběny sériově.
Jeho otec, který byl zapáleným amatérským fotografem, ho také přivedl k fotografování. Tomu se začal věnovat již po první světové válce a ve 30. letech už se jako fotograf dostal do všeobecného povědomí. Svými snímky přispíval do časopisů Ahoj na neděli, Eva, Ozvěny a A-Zet, jeho tvorba se však objevila i ve fotografických časopisech Fotografie, Fotografický obzor, Československá fotografie. V posledním jmenovaném periodiku mu bylo roku 1939 věnováno celé IX. číslo, sám se později také zapojil do redakční činnosti Fotografického obzoru.
Od roku 1934 byl členem Klubu fotografů amatérů na Královských Vinohradech a o dva roky později realizoval svou první samostatnou fotografickou výstavu 100 fotografií z let 1932–1936. Jeho dílo se objevilo i na výstavách v řadě evropských měst, mj. Antverpách, Budapešti a Paříži, v některých z nich i opakovaně. Často fotil na svých cestách do zahraničí, tak vznikl také jeho cyklus fotografií z chorvatské riviéry. Obzvlášť rád se vracel do Paříže, která ho fascinovala a kde vytvořil mnoho snímků. Ty se pak objevily na výstavě Josef Voříšek: Pařížské fotografie 1937, která byla realizována v roce 2003 v Národním muzeu v Praze, roku 2007 v Krkonošském muzeu Jilemnice a o rok později i v Trouville ve Francii.
Během druhé světové války se spolu s fotografem Josefem Sudkem, s nímž ho pojilo celoživotní přátelství i zájem o uměleckou fotografii, věnoval dokumentární fotografii. Největší pozornosti se dostalo jeho cyklu Konec Luftwaffe s fotografiemi z tzv. leteckého hřbitova v Hloubětíně, na nichž zachytil messerschmitty. Knižně vyšly jeho snímky v publikaci Praha 1945: očima fotografa.
Po únoru 1948 ztratil možnost publikovat své snímky v časopisech, focení se tedy věnoval amatérsky a živil se dále jako konstruktér. Ve firmě Aero, která se spojila s Pragou, se např. zapojil do vývoje zadní nápravy známého vozu Praga V3S. Věnoval se také přednáškové činnosti a také založil klub amatérských fotografů.
Byl ženatý a s chotí Boženou měl syna Josefa a dceru Jitku. Roku 1962 odešel do důchodu, ale jeho fotografie se stále objevovaly na desítkách kolektivních retrospektivních výstav v tuzemských i zahraničních městech, a to i po jeho smrti. Poslední roky života strávil ovdovělý na severu Čech, kde o něj pečovala dcera.